# Il prezzo di una vita - I Sold My Life for Ten Thousand Yen per Year
Il prezzo di una vita - I Sold My Life for Ten Thousand Yen per Year (寿命を買い取ってもらった。一年につき、一万円で。?, Jumyō o kaitotte moratta. Ichinen ni tsuki, ichimanen de.), conosciuto anche con il suo titolo internazionale Three Days of Happiness, è un manga shōnen disegnato da Shōichi Taguchi e basato sul romanzo di Sugaru Miaki Mikkakan no kōfuku (三日間の幸福? lett. "Tre giorni di felicità").

## Trama
Kusunoki è un ragazzo di vent'anni estremamente insoddisfatto della propria esistenza: non è riuscito a realizzare alcuno dei propri sogni e non ha neppure trovato l'amore. A causa della mancanza di denaro, il giovane è costretto a vendere i propri libri e CD, oggetti che rappresentavano la sua unica passione; i negozianti a cui li vende, venuti a conoscenza della sua necessità di guadagnare, lo mettono allora a conoscenza dell'esistenza di una società che compra il tempo, la salute o la vita delle persone. Kusunoki decide di vendere la sua intera vita, lasciando per sé solo tre mesi e ricavando l'esigua cifra di trecentomila yen. A partire dal giorno seguente il ragazzo viene tuttavia affiancato da Miyagi, una giovane ragazza sua coetanea che – per evitare che Kusunoki, preso dalla follia, compia atti estremi nei confronti di altre persone – svolge nei suoi confronti il ruolo di "sorvegliante", fino a tre giorni prima della morte.
Miyagi può essere vista solo da Kusunoki e, dopo un periodo di iniziale antipatia, i due iniziano ad aprirsi l'uno con l'altro; in particolare, la giovane gli confida che è costretta a effettuare il ruolo di sorvegliante a causa di un debito contratto con la società da sua madre, che tuttavia non l'aveva mai amata. Kusunoki stila una lista delle azioni che vorrebbe compiere prima di morire, tra cui rivedere la sua amica d'infanzia Himeno; quest'ultima inizialmente si mostra felice di rivederlo, salvo poi lasciarlo solo nel mezzo di una cena e facendogli consegnare una lettera. All'interno del messaggio, la giovane afferma di odiarlo da molto tempo, poiché non aveva risposto a una sua lettera scritta come richiesta di aiuto, e che avrebbe desiderato suicidarsi di fronte ai suoi occhi; ritenendo Kusunoki "pazzo", a causa dei racconti relativi a Miyagi che le aveva precedentemente fatto, rinuncia comunque a vendicarsi, avendo capito che non avrebbe ottenuto alcun piacere da ciò. 
Kusunoki con il passare del tempo si innamora di Miyagi, tanto da parlare dovunque e davanti a chiunque: il suo "parlare da solo" lo fa così diventare rapidamente conosciuto nella piccola cittadina in cui vive. Il giovane inizia a sfruttare il tempo rimanente per dedicarsi alla pittura, scoprendo che – se passasse gli ultimi trenta giorni della sua vita a dipingere – otterrebbe un posto nei libri di storia in qualità di artista; Kusunoki preferisce tuttavia vendere il tempo che gli rimane per saldare parte del debito di Miyagi. Il mese restante del ragazzo viene valutato in maniera estremamente elevata, riducendo il debito della giovane a soli tre anni di lavoro; venuta a conoscenza del gesto di Kusunoki, Miyagi decide però di fare lo stesso, vendendo l'intera sua vita. La società lascia a entrambi tre giorni, nella quale Miyagi risulta visibile a tutti e può trascorrere il tempo che le rimane con l'amato.
Il motivo della scelta di entrambi è che non avrebbero potuto vivere neppure tre giorni senza stare insieme, tanto che Kusunoki giunge ad affermare: «Io morirò senza lasciare nulla, ma non mi importa. Non punto più all'eternità, il sogno del mio io passato. Non fa nulla se nessuno si ricorderà di me... Perché c'è lei al mio fianco, e mi sorride. Solo per questo, io sono riuscito a passare sopra a tutto». Miyagi chiede così a Kusunoki come abbia intenzione di trascorrere i loro ultimi "tre giorni di felicità".

## Manga
Il prezzo di una vita - I Sold My Life for Ten Thousand Yen per Year è stato pubblicato dalla Shūeisha sulla rivista digitale Shonen Jump+ dall'8 agosto 2016 al 10 ottobre 2017. Riguardo all'adattamento, Sugaru Miaki ha affermato: «Probabilmente chi ha già letto Tre giorni di felicità se n'è accorto, ma la versione manga adattata da Shōichi Taguchi rispetta fedelmente l'originale. […] Posso dire con sicurezza di essere molto più fortunato di quanto meriti, visto il modo in cui ogni più piccolo elemento è stato rappresentato nel dettaglio. È un adattamento veramente strepitoso», sottolineando che l'intera opera «è frutto della ricerca dei ciliegi in fiore».
| 1 | 4 luglio 2017             | ISBN 978-4-08-881121-5 | 17 luglio 2019 | ISBN 978-88-3275-918-1 |
| 1 | Capitoli - Capitoli 1-6   |                        |                |                        |
| 2 | 4 luglio 2017             | ISBN 978-4-08-881238-0 | 17 luglio 2019 | ISBN 978-88-3275-919-8 |
| 2 | Capitoli - Capitoli 7-11  |                        |                |                        |
| 3 | 4 dicembre 2017           | ISBN 978-4-08-881402-5 | 17 luglio 2019 | ISBN 978-88-3275-920-4 |
| 3 | Capitoli - Capitoli 12-18 |                        |                |                        |